# Bloke Modisane
Bloke Modisane (* 28. August 1923 in Johannesburg; † 1. März 1986 in Dortmund; eigentlicher Name William Modisane) war ein südafrikanischer Journalist, Schauspieler und Schriftsteller.

## Leben
Bloke Modisane wuchs im Johannesburger Stadtteil Sophiatown auf. Sein Vater wurde ermordet, seine Schwester starb an Unterernährung. Seine Mutter betrieb eine Shebeen. Sein Künstlername Bloke (deutsch etwa: Genosse, Typ) bezieht sich auf die Figur The Saint aus den Romanen Leslie Charteris’.
1951 wurde die Zeitschrift Drum als Lifestyle-Magazin vor allem für Schwarze gegründet. Sie hatte ihren Sitz in Sophiatown, dem damaligen Zentrum der urbanen Kultur der südafrikanischen Schwarzen. Zusammen mit weiteren Journalisten des Magazins wie Henry Nxumalo, Lewis Nkosi, Todd Matshikiza und Can Themba bildete er in den 1950er Jahren die „Drum boys“, deren Motto Live fast, die young and have a good-looking corpse („Leb schnell, stirb jung und hab eine gut aussehende Leiche“) lautete. Für Drum schrieb er vor allem Kurzgeschichten.
Daneben arbeitete Modisane als Jazzkritiker bei der Johannesburger Golden City Post. Er wandte sich zunehmend dem Schauspiel zu und versuchte, das Theater auch für „Schwarze“ zu öffnen. Er war Mitglied im African Theatre Workshop und stand in der ersten Theaterproduktion Athol Fugards, No Good Friday, auf der Bühne. 
Modisane war 1959 Ko-Autor des Drehbuchs des Films Come Back, Africa, der vor allem in Sophiatown spielt. Aufgrund seiner Unzufriedenheit mit der Unterdrückung durch die Apartheid emigrierte er 1959 in das Vereinigte Königreich. 1963 erschien seine Autobiografie Blame me on History. Darin beschrieb er unter anderem seine Verzweiflung über die Zerstörung Sophiatowns und die Zwangsumsiedlung seiner Bewohner in den späten 1950er Jahren. Das Buch wurde 1966 in Südafrika gebannt. 
Modisane arbeitete weiter als Schauspieler, unter anderem in Jean Genets Theaterstück Die Neger. Er trat in mehreren Filmen in Nebenrollen auf, unter anderem 1964 in Guns at Batasi und 1968 in Katanga. 1973 wirkte er in dem Film Black Snake mit, in dem Russ Meyer Regie führte. Er zog nach Dortmund. 1981 spielte er in der Episode Schwarze Fracht der Fernsehserie Auf Achse mit. Der Schriftsteller Heinrich Peuckmann bemühte sich um ein Stipendium für den verarmten Modisane. Einen Tag nachdem Modisane von dem Stipendium erfahren hatte, starb er an einem Asthmaanfall. Er wurde in Syburg beerdigt.

## Werke
- Blame me on History. Thames and Hudson, London 1963; Neuauflage: Ad. Donker, Johannesburg 1986, ISBN 0-86-852098-5
  - deutsch als: Weiß ist das Gesetz. Droemersche Verlagsanstalt, München 1964